# Adventureland : Un job d'été à éviter
Pour les articles homonymes, voir Adventureland (homonymie).
Pour plus de détails, voir Fiche technique et Distribution.
Adventureland : Un job d'été à éviter, ou Adventureland, est un film américain écrit et réalisé par Greg Mottola, sorti en 2009.

## Synopsis
En 1987, James Brennan, un étudiant, est forcé de prendre un job minable dans un parc d'attractions pendant l'été. À sa grande surprise, il va découvrir que ce travail lui est plus utile que tous les cours de fac du monde pour comprendre le sens de la vie et se préparer à vivre dans le monde réel. Il rencontre une employée de la fête foraine, Em, dont il tombe amoureux.

## Fiche technique
- Titre original : Adventureland
- Titre français : Adventureland : Un job d'été à éviter
- Réalisation : Greg Mottola
- Scénario : Greg Mottola
- Direction artistique :
- Décors :
- Costumes :
- Directeur de la photographie : Terry Stacey
- Montage :
- Musique :
- Casting :
- Production : Anne Carey et Ted Hope (en)
- Société de production :
- Société de distribution : Miramax Films
- Pays d'origine :  États-Unis
- Langue originale : anglais
- Format : couleur - 35 mm - 2,35:1 - son Dolby Digital
- Genre : Comédie
- Durée : 107 minutes
- Date de sortie en salles :
  -  États-Unis : 3 avril 2009
- Date de sortie en vidéo : 
  -  États-Unis : 25 août 2009
  -  France : 21 octobre 2009

Source : IMDb

## Distribution
Légende : V. F. = Version Française, et V. Q. = Version Québécoise
- Jesse Eisenberg (V. F. : Donald Reignoux ; V. Q. : Hugolin Chevrette) : James Brennan
- Kristen Stewart (V. F. : Noémie Orphelin ; V. Q. : Annie Girard) : Emily "Em" Lewin
- Bill Hader (V.F. : Serge Faliu ; V. Q. : Pierre Auger) : Bobby
- Kristen Wiig (V. F. : Anne Massoteau ; V. Q. : Viviane Pacal) : Paulette
- Ryan Reynolds (V. F. : Frédéric Popovic ; V. Q. : François Godin) : Mike Connell
- Michael Zegen (V. Q. : Nicolas Bacon) : Eric
- Jack Gilpin (V. Q. : Raymond Bouchard) : M. Brennan
- Wendie Malick (V. Q. : Claudine Chatel) : Mme Brennan
- Martin Starr (V. F. : Stéphane Fourreau ; V. Q. : Philippe Martin) : Joel
- Paige Howard (V. Q. : Émilie Bibeau) : Sue O'Malley
- Matt Bush (V. Q. : Nicolas Charbonneaux-Collombet) : Tommy Frigo
- Barret Hackney (V. Q. : Olivier Visentin) : Munch
- Margarita Levieva (V. F. : Sandra Valentin ; V. Q. : Magalie Lépine-Blondeau) : Lisa P.
- Josh Pais : M. Lewin
- Mary Birdsong (V. Q. : Marie-Andrée Corneille) : Francy

## Bande originale
- Adventureland Theme Song, interprété par Ian Berkowitz et Brian Kenney
- Breaking the Law, interprété par Judas Priest
- Here I Go Again, interprété par Whitesnake
- Rock Me Amadeus, interprété par Falco
- Don't Dream It's Over, interprété par Crowded House
- Pale Blue Eyes, interprété par The Velvet Underground
- Just Like Heaven, interprété par The Cure
- Unsatisfied, interprété par The Replacements
- Tops, interprété par The Rolling Stones
- Don't Want to Know If You Are Lonely, interprété par Hüsker Dü
- Bastards of Young, interprété par The Replacements
- Satellite of Love, interprété par Lou Reed
- Don't Change, interprété par INXS
- So it Goes, interprété par Nick Lowe
- Modern Love, interprété par David Bowie